# Andreas Cornelius
Andreas Evald Cornelius (Copenaghen, 16 marzo 1993) è un calciatore danese, attaccante del Copenaghen.

## Caratteristiche tecniche
Di piede mancino, ricopre il ruolo di centravanti. Soprannominato Vichingo per la sua caratteristica robustezza fisica, è abile ad aprire spazi per i compagni e dotato di una buona tecnica di base. Abile nel gioco aereo e nel fare salire la squadra, si distingue anche per la foga agonistica con cui gioca. Le sue conclusioni sono pericolose perché molto potenti oltre a sapersi coordinare di prima. Si trova più a suo agio in sistemi di gioco verticali che associativi.

## Carriera

### Club

#### Copenaghen
Comincia la sua carriera con la maglia del Copenaghen, con cui esordisce nella Superligaen il 9 aprile 2012, subentrando a César Santin nel pareggio per 0-0 sul campo dell'Aarhus. Il 15 luglio seguente realizza la prima rete nella massima divisione danese, contribuendo al successo per 4-2 sul Midtjylland.

#### Cardiff City e primo ritorno al Copenaghen
Il 27 giugno viene acquistato dal Cardiff City per circa dieci milioni di euro. Con i gallesi, complici anche alcuni problemi fisici, disputa soltanto undici partite in sei mesi, senza mai andare a segno.
Il 31 gennaio 2014 fa ritorno al Copenaghen. Il 25 maggio 2017, con una doppietta nella finale vinta 3-1 contro il Brøndby, permette alla sua squadra di conquistare la coppa nazionale.

#### Atalanta e Bordeaux
Il 2 maggio 2017 l'Atalanta ufficializza l'acquisto del giocatore danese, che sarà formalizzato (diventando quindi effettivo) all'apertura della successiva sessione di calciomercato, nel luglio del 2017. Esordisce in serie A il 20 agosto successivo, subentrando nella ripresa ad Andrea Petagna nella partita casalinga persa contro la Roma per 1-0. Segna il suo primo gol in Italia il 10 settembre 2017, alla terza giornata di campionato, nella vittoria casalinga per 2-1 contro il Sassuolo. Quattro giorni dopo esordisce anche in UEFA Europa League con i nerazzurri, subentrando ancora allo stesso Petagna nella partita contro l'Everton, vinta per 3-0. Il 23 novembre, nella sfida di ritorno in casa degli inglesi vinta per 5-1, realizza una doppietta, che sono i suoi primi gol con l'Atalanta in Europa.
Il 31 agosto 2018 viene ceduto in prestito con diritto di riscatto ai francesi del Bordeaux. Debutta in Ligue 1 il 16 settembre nella partita contro il Nîmes subentrando al 72' a Jimmy Briand; il 3 novembre trova il suo primo gol nel campionato francese, realizzando la rete del pareggio in casa dell'Olympique Lione (1-1).

#### Parma
Il 18 luglio 2019, passa in prestito biennale con obbligo di riscatto al Parma. Dopo avere avuto un problema al crociato, il 1º settembre esordisce con i ducali nella trasferta in casa dell'Udinese subentrando nel finale a Roberto Inglese; inizialmente riserva d'Inglese, Cornelius (a causa dei problemi fisici accorsi al centravanti ex Chievo) ne ha poi preso il posto lungo il campionato. Il 30 settembre, l'attaccante segna il primo gol con gli emiliani nella vittoria sul Torino (3-2). Il 20 ottobre seguente, invece, firma da subentrante una tripletta nel 5-1 casalingo contro il Genoa, un evento con tre soli precedenti (Pietro Anastasi, Kevin-Prince Boateng e Josip Iličić) nella storia della Serie A, e in seguito replicato anche da Andrea Belotti (nel 2022).
Nella partita di ritorno, il 23 giugno successivo, segna un'ulteriore tripletta nel 1-4 esterno contro il grifone, diventando il terzo giocatore di sempre nel massimo campionato italiano a segnare due triplette contro la stessa squadra nello stesso campionato dopo Borriello e Hamrin. Subisce poi un infortunio il mese successivo nella sfida contro il Milan (persa 3-1) del 15 luglio.
L'anno successivo non riesce a trovare continuità realizzativa a causa di un infortunio e del generale andamento negativo della squadra, conclusa all'ultimo posto e con il peggior attacco.

#### Trabzonspor
Il 10 agosto 2021 viene ceduto a titolo definitivo ai turchi del Trabzonspor. Debutta con il nuovo club il 16 agosto seguente, nell'ambito del match di campionato vinto contro lo Yeni Malatyaspor (1-5). Il 19 agosto 2021, all'esordio personale in UEFA Conference League, realizza il suo primo centro in assoluto con i turchi, a danno della vincente Roma (1-2).

#### Secondo ritorno al Copenaghen
Il 31 agosto 2022 viene ufficializzato il suo ritorno al Copenaghen, soggetto al superamento delle visite mediche.

### Nazionale
Ha disputato diverse partite nelle rappresentative giovanili danesi. Il 15 agosto 2012 esordsce nelle qualificazioni al campionato europeo Under-21 2013, subentrando a Simon Makienok, nel pareggio per 1-1 contro le Fær Øer under 21.
Esordisce con la maglia della nazionale maggiore l'8 settembre 2012 nella gara di qualificazione ai Mondiali 2014 contro la Repubblica Ceca. A gennaio 2013 si mette in evidenza nella tournée statunitense della Danimarca, mettendo a segno una tripletta contro il Canada e un'ulteriore rete contro il Messico. Il successivo 22 marzo segna anche nel ritorno della gara di qualificazione mondiale contro la Repubblica Ceca. Per un periodo esce dal giro della nazionale, tornando a essere convocato nel ciclo che porta al Mondiale 2018 e bagnando il ritorno in maglia danese con un gol nell'amichevole vinta 5-0 contro il Liechtenstein.
Viene convocato per i Mondiali 2018, durante i quali scende in campo in tre partite, in una manifestazione in cui i danesi vengono eliminati dalla Croazia ai rigori negli ottavi di finale.

## Statistiche

### Presenze e reti nei club
Statistiche aggiornate al 7 dicembre 2024.
| Stagione           | Club               | Campionato         | Campionato | Campionato | Coppe nazionali | Coppe nazionali | Coppe nazionali | Coppe continentali | Coppe continentali | Coppe continentali | Altre coppe | Altre coppe | Altre coppe | Totale | Totale |
| Stagione           | Club               | Comp               | Pres       | Reti       | Comp            | Pres            | Reti            | Comp               | Pres               | Reti               | Comp        | Pres        | Reti        | Pres   | Reti   |
| ------------------ | ------------------ | ------------------ | ---------- | ---------- | --------------- | --------------- | --------------- | ------------------ | ------------------ | ------------------ | ----------- | ----------- | ----------- | ------ | ------ |
| 2011-2012          | Copenaghen         | SL                 | 2          | 0          | CD              | 0               | 0               | UCL+UEL            | 0                  | 0                  | -           | -           | -           | 2      | 0      |
| 2012-2013          | Copenaghen         | SL                 | 32         | 18         | CD              | 2               | 1               | UCL+UEL            | 4+6                | 0+1                | -           | -           | -           | 44     | 20     |
| 2013-gen. 2014     | Cardiff City       | PL                 | 8          | 0          | FACup+CdL       | 2+1             | 0               | -                  | -                  | -                  | -           | -           | -           | 11     | 0      |
| gen.-giu. 2014     | Copenaghen         | SL                 | 13         | 5          | CD              | 3               | 1               | UCL                | -                  | -                  | -           | -           | -           | 16     | 6      |
| 2014-2015          | Copenaghen         | SL                 | 22         | 6          | CD              | 3               | 1               | UCL+UEL            | 4+4                | 1+0                | -           | -           | -           | 33     | 8      |
| 2015-2016          | Copenaghen         | SL                 | 26         | 5          | CD              | 6               | 1               | UEL                | -                  | -                  | -           | -           | -           | 32     | 6      |
| 2016-2017          | Copenaghen         | SL                 | 21+9       | 9+3        | CD              | 4               | 2               | UCL+UEL            | 11+4               | 6+1                | -           | -           | -           | 49     | 21     |
| 2017-2018          | Atalanta           | A                  | 23         | 3          | CI              | 4               | 1               | UEL                | 4                  | 2                  | -           | -           | -           | 31     | 6      |
| ago. 2018          | Atalanta           | A                  | 0          | 0          | CI              | 0               | 0               | UEL                | 4                  | 1                  | -           | -           | -           | 4      | 1      |
| Totale Atalanta    | Totale Atalanta    | Totale Atalanta    | 23         | 3          |                 | 4               | 1               |                    | 8                  | 3                  |             | -           | -           | 35     | 7      |
| ago. 2018-2019     | Bordeaux           | L1                 | 20         | 3          | CF+CdL          | 1+3             | 0               | UEL                | 5                  | 0                  | -           | -           | -           | 29     | 3      |
| 2019-2020          | Parma              | A                  | 26         | 12         | CI              | 1               | 0               | -                  | -                  | -                  | -           | -           | -           | 27     | 12     |
| 2020-2021          | Parma              | A                  | 29         | 1          | CI              | 1               | 0               | -                  | -                  | -                  | -           | -           | -           | 30     | 1      |
| Totale Parma       | Totale Parma       | Totale Parma       | 55         | 13         |                 | 2               | 0               |                    | -                  | -                  |             | -           | -           | 57     | 13     |
| 2021-2022          | Trabzonspor        | SL                 | 37         | 15         | TK              | 3               | 1               | UECL               | 2                  | 1                  | -           | -           | -           | 42     | 17     |
| ago. 2022          | Trabzonspor        | SL                 | 4          | 1          | TK              | 0               | 0               | UCL+UEL            | 2+0                | 0                  | ST          | 1           | 2           | 7      | 3      |
| Totale Trabzonspor | Totale Trabzonspor | Totale Trabzonspor | 41         | 16         |                 | 3               | 1               |                    | 4                  | 1                  |             | 1           | 2           | 49     | 20     |
| ago. 2022-2023     | Copenaghen         | SL                 | 7+4        | 0          | CD              | 1               | 2               | UCL                | 2                  | 0                  | -           | -           | -           | 14     | 2      |
| 2023-2024          | Copenaghen         | SL                 | 12+4       | 1+1        | CD              | 3               | 0               | UCL                | 4                  | 0                  | -           | -           | -           | 23     | 2      |
| 2024-2025          | Copenaghen         | SL                 | 19         | 3          | CD              | 6               | 0               | UECL               | 6                  | 0                  | -           | -           | -           | 31     | 3      |
| Totale Copenaghen  | Totale Copenaghen  | Totale Copenaghen  | 171        | 51         |                 | 28              | 8               |                    | 45                 | 9                  |             | -           | -           | 244    | 68     |
| Totale carriera    | Totale carriera    | Totale carriera    | 318        | 86         |                 | 44              | 10              |                    | 62                 | 13                 |             | 1           | 2           | 425    | 111    |

### Presenze e reti in nazionale
| Cronologia completa delle presenze e delle reti in nazionale ― Danimarca | Cronologia completa delle presenze e delle reti in nazionale ― Danimarca | Cronologia completa delle presenze e delle reti in nazionale ― Danimarca | Cronologia completa delle presenze e delle reti in nazionale ― Danimarca | Cronologia completa delle presenze e delle reti in nazionale ― Danimarca | Cronologia completa delle presenze e delle reti in nazionale ― Danimarca | Cronologia completa delle presenze e delle reti in nazionale ― Danimarca | Cronologia completa delle presenze e delle reti in nazionale ― Danimarca |
| Data                                                                     | Città                                                                    | In casa                                                                  | Risultato                                                                | Ospiti                                                                   | Competizione                                                             | Reti                                                                     | Note                                                                     |
| ------------------------------------------------------------------------ | ------------------------------------------------------------------------ | ------------------------------------------------------------------------ | ------------------------------------------------------------------------ | ------------------------------------------------------------------------ | ------------------------------------------------------------------------ | ------------------------------------------------------------------------ | ------------------------------------------------------------------------ |
| 8-9-2012                                                                 | Copenaghen                                                               | Danimarca                                                                | 0 – 0                                                                    | Rep. Ceca                                                                | Qual. Mondiali 2014                                                      | -                                                                        | 71’ 90+1’                                                                |
| 12-10-2012                                                               | Sofia                                                                    | Bulgaria                                                                 | 1 – 1                                                                    | Danimarca                                                                | Qual. Mondiali 2014                                                      | -                                                                        | 35’ 84’                                                                  |
| 26-1-2013                                                                | Tucson                                                                   | Canada                                                                   | 0 – 4                                                                    | Danimarca                                                                | Amichevole                                                               | 3                                                                        | 67’                                                                      |
| 31-1-2013                                                                | Glendale                                                                 | Messico                                                                  | 1 – 1                                                                    | Danimarca                                                                | Amichevole                                                               | 1                                                                        | 84’                                                                      |
| 6-2-2013                                                                 | Skopje                                                                   | Macedonia                                                                | 3 – 0                                                                    | Danimarca                                                                | Amichevole                                                               | -                                                                        |                                                                          |
| 22-3-2013                                                                | Olomouc                                                                  | Rep. Ceca                                                                | 0 – 3                                                                    | Danimarca                                                                | Qual. Mondiali 2014                                                      | 1                                                                        | 85’                                                                      |
| 26-3-2013                                                                | Copenaghen                                                               | Danimarca                                                                | 1 – 1                                                                    | Bulgaria                                                                 | Qual. Mondiali 2014                                                      | -                                                                        |                                                                          |
| 5-6-2013                                                                 | Aalborg                                                                  | Danimarca                                                                | 2 – 1                                                                    | Georgia                                                                  | Amichevole                                                               | -                                                                        |                                                                          |
| 11-6-2013                                                                | Copenaghen                                                               | Danimarca                                                                | 0 – 4                                                                    | Armenia                                                                  | Qual. Mondiali 2014                                                      | -                                                                        |                                                                          |
| 3-9-2014                                                                 | Odense                                                                   | Danimarca                                                                | 1 – 2                                                                    | Turchia                                                                  | Amichevole                                                               | -                                                                        | 63’                                                                      |
| 31-8-2016                                                                | Horsens                                                                  | Danimarca                                                                | 5 – 0                                                                    | Liechtenstein                                                            | Amichevole                                                               | 1                                                                        | 46’                                                                      |
| 11-10-2016                                                               | Copenaghen                                                               | Danimarca                                                                | 0 – 1                                                                    | Montenegro                                                               | Qual. Mondiali 2018                                                      | -                                                                        | 70’                                                                      |
| 11-11-2016                                                               | Copenaghen                                                               | Danimarca                                                                | 4 – 1                                                                    | Kazakistan                                                               | Qual. Mondiali 2018                                                      | 1                                                                        | 22’ 82’                                                                  |
| 26-3-2017                                                                | Cluj-Napoca                                                              | Romania                                                                  | 0 – 0                                                                    | Danimarca                                                                | Qual. Mondiali 2018                                                      | -                                                                        | 45’                                                                      |
| 1-9-2017                                                                 | Copenaghen                                                               | Danimarca                                                                | 4 – 0                                                                    | Polonia                                                                  | Qual. Mondiali 2018                                                      | 1                                                                        | 75’                                                                      |
| 4-9-2017                                                                 | Erevan                                                                   | Armenia                                                                  | 1 – 4                                                                    | Danimarca                                                                | Qual. Mondiali 2018                                                      | -                                                                        | 65’ 78’                                                                  |
| 5-10-2017                                                                | Podgorica                                                                | Montenegro                                                               | 0 – 1                                                                    | Danimarca                                                                | Qual. Mondiali 2018                                                      | -                                                                        | 64’                                                                      |
| 11-11-2017                                                               | Copenaghen                                                               | Danimarca                                                                | 0 – 0                                                                    | Irlanda                                                                  | Qual. Mondiali 2018                                                      | -                                                                        | 64’                                                                      |
| 14-11-2017                                                               | Dublino                                                                  | Irlanda                                                                  | 1 – 5                                                                    | Danimarca                                                                | Qual. Mondiali 2018                                                      | -                                                                        | 70’                                                                      |
| 27-3-2018                                                                | Aalborg                                                                  | Danimarca                                                                | 0 – 0                                                                    | Cile                                                                     | Amichevole                                                               | -                                                                        |                                                                          |
| 21-6-2018                                                                | Samara                                                                   | Danimarca                                                                | 1 – 1                                                                    | Australia                                                                | Mondiali 2018 - 1º turno                                                 | -                                                                        | 68’                                                                      |
| 26-6-2018                                                                | Mosca                                                                    | Danimarca                                                                | 0 – 0                                                                    | Francia                                                                  | Mondiali 2018 - 1º turno                                                 | -                                                                        | 75’                                                                      |
| 1-7-2018                                                                 | Nižnij Novgorod                                                          | Croazia                                                                  | 1 – 1 dts (3 – 2 dtr)                                                    | Danimarca                                                                | Mondiali 2018 - Ottavi di finale                                         | -                                                                        | 66’                                                                      |
| 9-9-2018                                                                 | Aarhus                                                                   | Danimarca                                                                | 2 – 0                                                                    | Galles                                                                   | UEFA Nations League 2018-2019 - 1º turno                                 | -                                                                        | 86’                                                                      |
| 19-11-2018                                                               | Aarhus                                                                   | Danimarca                                                                | 0 – 0                                                                    | Irlanda                                                                  | UEFA Nations League 2018-2019 - 1º turno                                 | -                                                                        | 78’                                                                      |
| 12-10-2019                                                               | Copenaghen                                                               | Danimarca                                                                | 1 – 0                                                                    | Svizzera                                                                 | Qual. Euro 2020                                                          | -                                                                        |                                                                          |
| 18-11-2019                                                               | Dublino                                                                  | Irlanda                                                                  | 1 – 1                                                                    | Danimarca                                                                | Qual. Euro 2020                                                          | -                                                                        | 33’                                                                      |
| 5-9-2020                                                                 | Copenaghen                                                               | Danimarca                                                                | 0 – 2                                                                    | Belgio                                                                   | UEFA Nations League 2020-2021 - 1º turno                                 | -                                                                        | 83’                                                                      |
| 7-10-2020                                                                | Herning                                                                  | Danimarca                                                                | 4 – 0                                                                    | Fær Øer                                                                  | Amichevole                                                               | 1                                                                        | 46’                                                                      |
| 6-6-2021                                                                 | Brøndbyvester                                                            | Danimarca                                                                | 2 – 0                                                                    | Bosnia ed Erzegovina                                                     | Amichevole                                                               | 1                                                                        | 71’ 89’                                                                  |
| 12-6-2021                                                                | Copenaghen                                                               | Danimarca                                                                | 0 – 1                                                                    | Finlandia                                                                | Euro 2020 - 1º turno                                                     | -                                                                        | 76’                                                                      |
| 17-6-2021                                                                | Copenaghen                                                               | Danimarca                                                                | 1 – 2                                                                    | Belgio                                                                   | Euro 2020 - 1º turno                                                     | -                                                                        | 72’                                                                      |
| 21-6-2021                                                                | Copenaghen                                                               | Russia                                                                   | 1 – 4                                                                    | Danimarca                                                                | Euro 2020 - 1º turno                                                     | -                                                                        | 85’                                                                      |
| 26-6-2021                                                                | Amsterdam                                                                | Galles                                                                   | 0 – 4                                                                    | Danimarca                                                                | Euro 2020 - Ottavi di finale                                             | -                                                                        | 69’                                                                      |
| 7-9-2021                                                                 | Copenaghen                                                               | Danimarca                                                                | 5 – 0                                                                    | Israele                                                                  | Qual. Mondiali 2022                                                      | 1                                                                        | 86’                                                                      |
| 9-10-2021                                                                | Chișinău                                                                 | Moldavia                                                                 | 0 – 4                                                                    | Danimarca                                                                | Qual. Mondiali 2022                                                      | -                                                                        | 77’                                                                      |
| 12-11-2021                                                               | Copenaghen                                                               | Danimarca                                                                | 3 – 1                                                                    | Fær Øer                                                                  | Qual. Mondiali 2022                                                      | -                                                                        | 67’                                                                      |
| 15-11-2021                                                               | Glasgow                                                                  | Scozia                                                                   | 2 – 0                                                                    | Danimarca                                                                | Qual. Mondiali 2022                                                      | -                                                                        | 72’                                                                      |
| 29-3-2022                                                                | Copenaghen                                                               | Danimarca                                                                | 3 – 0                                                                    | Serbia                                                                   | Amichevole                                                               | -                                                                        | 56’                                                                      |
| 3-6-2022                                                                 | Parigi                                                                   | Francia                                                                  | 1 – 2                                                                    | Danimarca                                                                | UEFA Nations League 2022-2023 - 1º turno                                 | 2                                                                        | 59’                                                                      |
| 6-6-2022                                                                 | Vienna                                                                   | Austria                                                                  | 1 – 2                                                                    | Danimarca                                                                | UEFA Nations League 2022-2023 - 1º turno                                 | -                                                                        | 52’                                                                      |
| 10-6-2022                                                                | Copenaghen                                                               | Danimarca                                                                | 0 – 1                                                                    | Croazia                                                                  | UEFA Nations League 2022-2023 - 1º turno                                 | -                                                                        | 8’ 61’                                                                   |
| 13-6-2022                                                                | Copenaghen                                                               | Danimarca                                                                | 2 – 0                                                                    | Austria                                                                  | UEFA Nations League 2022-2023 - 1º turno                                 | -                                                                        | 46’                                                                      |
| 22-11-2022                                                               | Al Rayyan                                                                | Danimarca                                                                | 0 – 0                                                                    | Tunisia                                                                  | Mondiali 2022 - 1º turno                                                 | -                                                                        | 65’                                                                      |
| 26-11-2022                                                               | Doha                                                                     | Francia                                                                  | 2 – 1                                                                    | Danimarca                                                                | Mondiali 2022 - 1º turno                                                 | -                                                                        | 23’ 46’                                                                  |
| 30-11-2022                                                               | Al Wakrah                                                                | Australia                                                                | 1 – 0                                                                    | Danimarca                                                                | Mondiali 2022 - 1º turno                                                 | -                                                                        | 69’                                                                      |
| Totale                                                                   |                                                                          | Presenze                                                                 | 46                                                                       |                                                                          | Reti                                                                     | 13                                                                       |                                                                          |

## Palmarès

### Club

#### Competizioni nazionali
- Coppa di Danimarca: 6

Copenaghen: 2011-2012, 2014-2015, 2015-2016, 2016-2017, 2022-2023, 2024-2025
- Campionato danese: 5

Copenaghen: 2012-2013, 2015-2016, 2016-2017, 2022-2023, 2024-2025
- Campionato turco: 1

Trabzonspor: 2021-2022
- Supercoppa di Turchia: 1

Trabzonspor: 2022

### Individuale
- Capocannoniere del Campionato danese: 1

2012-2013 (18 gol)
- Miglior giocatore della Supercoppa di Turchia: 1

2022